# カタバミ属
カタバミ属（カタバミぞく、学名: Oxalis）はカタバミ科に含まれる植物の一群である。花の美しいものは園芸用に栽培され、多くは学名カナ読みでオキザリスと呼ばれる。

## 特徴
カタバミ属は小柄な一年草、あるいは多年草である。地下に鱗茎か根茎を持ち、地上には茎を伸ばす場合もあるが、ほとんど伸ばさないものもある。
葉は三出複葉、四出、あるいは奇数羽状複葉のものもあるが、日本産のものはすべて三出複葉で、しかも頂小葉と側小葉の区別がほとんどつかないようになっている。この葉は夜間に閉じる。
花は葉腋から一つ出るか、柄の先に集散花序として出る。花弁は5、雄蘂は10。雌蘂は五室で、果実になるとそれぞれの部屋の背面が裂けてそこから種子を飛ばす（蒴果）。

## 分布
南アメリカやアフリカ等、熱帯を中心に850種ほどが知られる。
日本でカタバミ科はカタバミ属のみ分布する。日本産の種は帰化種が多い。

## 種
- コミヤマカタバミ Oxalis acetosella
- イモカタバミ Oxalis articulata あるいは Oxalis rubra
- ハギカタバミ Oxalis bahiensis
- ハナカタバミ Oxalis bowieana
- ベニカタバミ Oxalis brasiliensis
- カタバミ Oxalis corniculata
- ムラサキカタバミ Oxalis debilis subsp. corymbosa
- オッタチカタバミ Oxalis dillenii あるいは Oxalis stricta
- アマミカタバミ Oxalis exilis あるいは Oxalis amamiana
- ミヤマカタバミ Oxalis griffithii
- キダチハナカタバミ Oxalis hirta
- オオヤマカタバミ Oxalis obtriangulata
- ゴヨウカタバミ Oxalis pentaphylla
- オオキバナカタバミ Oxalis pes-caprae
- フヨウカタバミ Oxalis purpurea
- エゾタチカタバミ Oxalis stricta あるいは Oxalis fontana
- モンカタバミ Oxalis tetraphylla
- オカ Oxalis tuberosa
- シボリカタバミ Oxalis versicolor

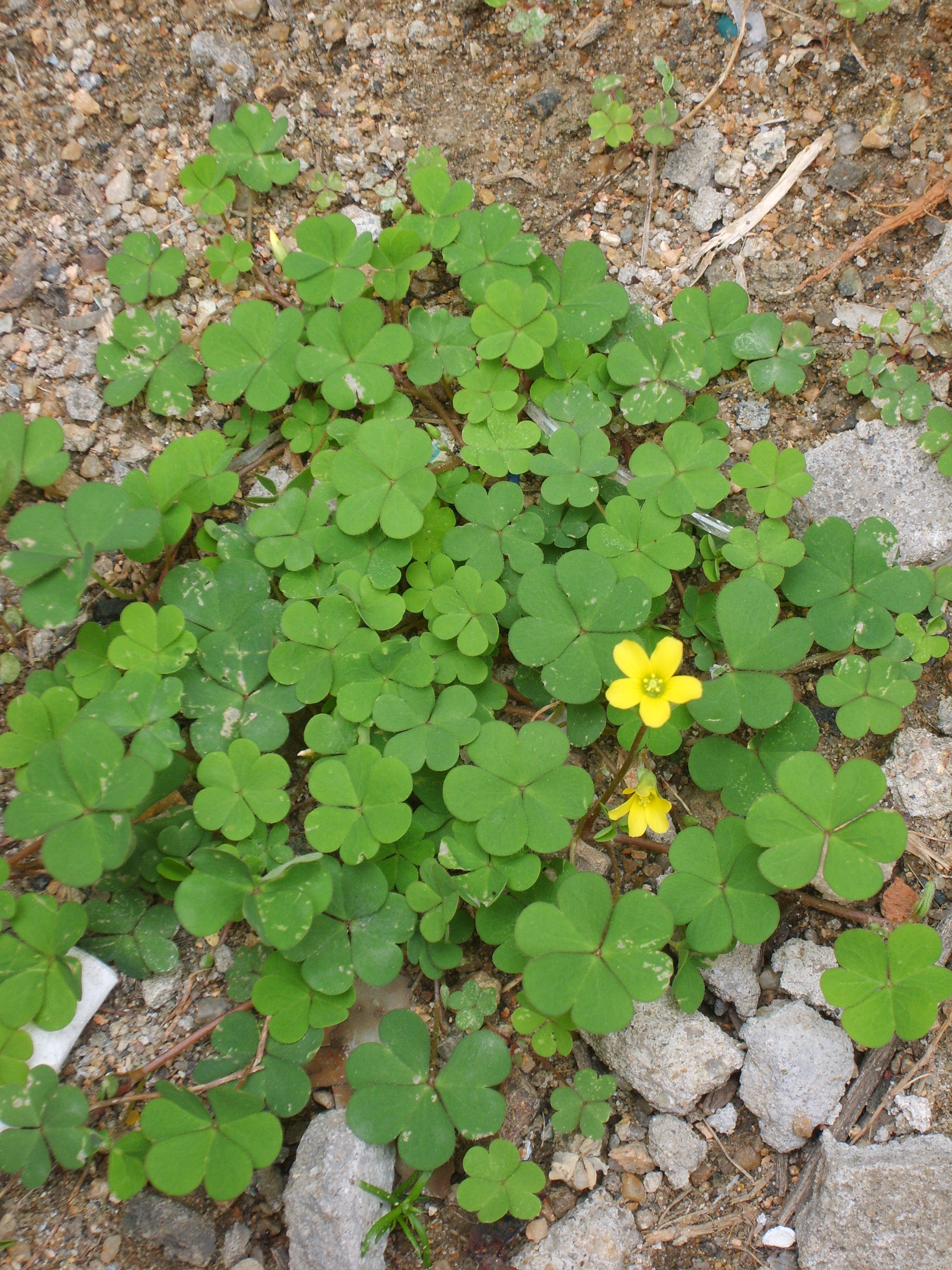
カタバミ
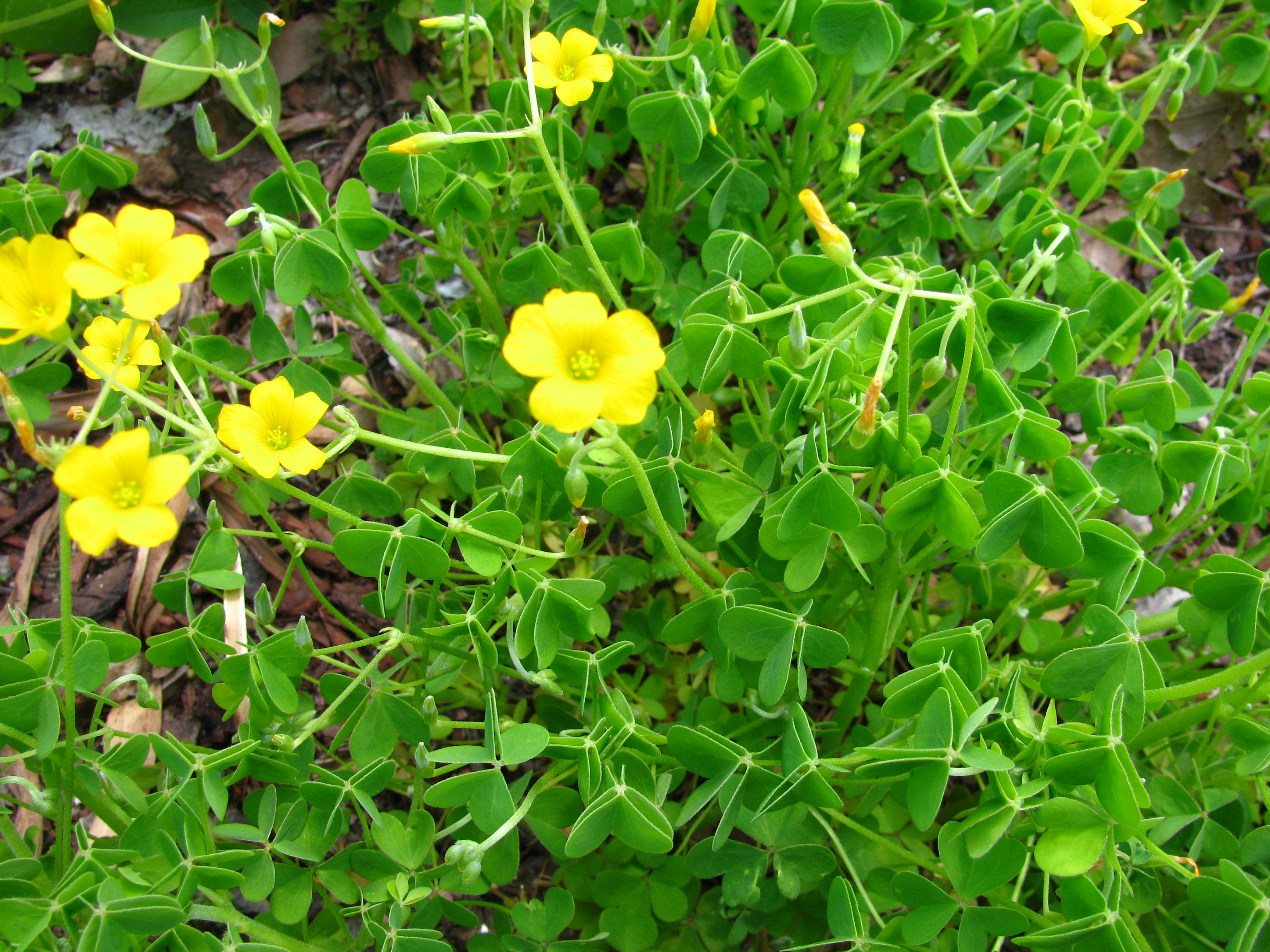
オッタチカタバミ
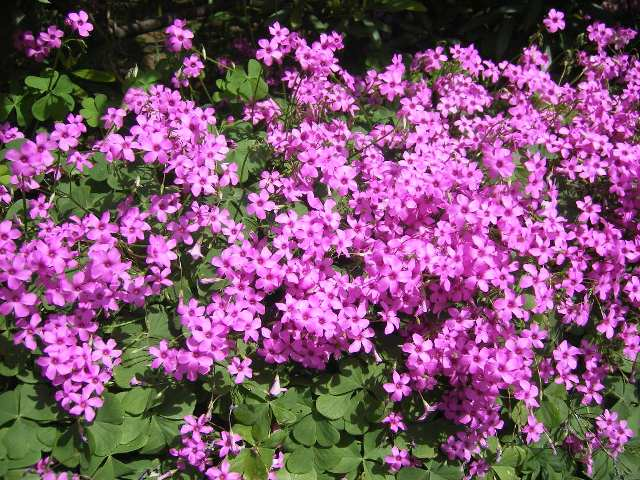
イモカタバミ
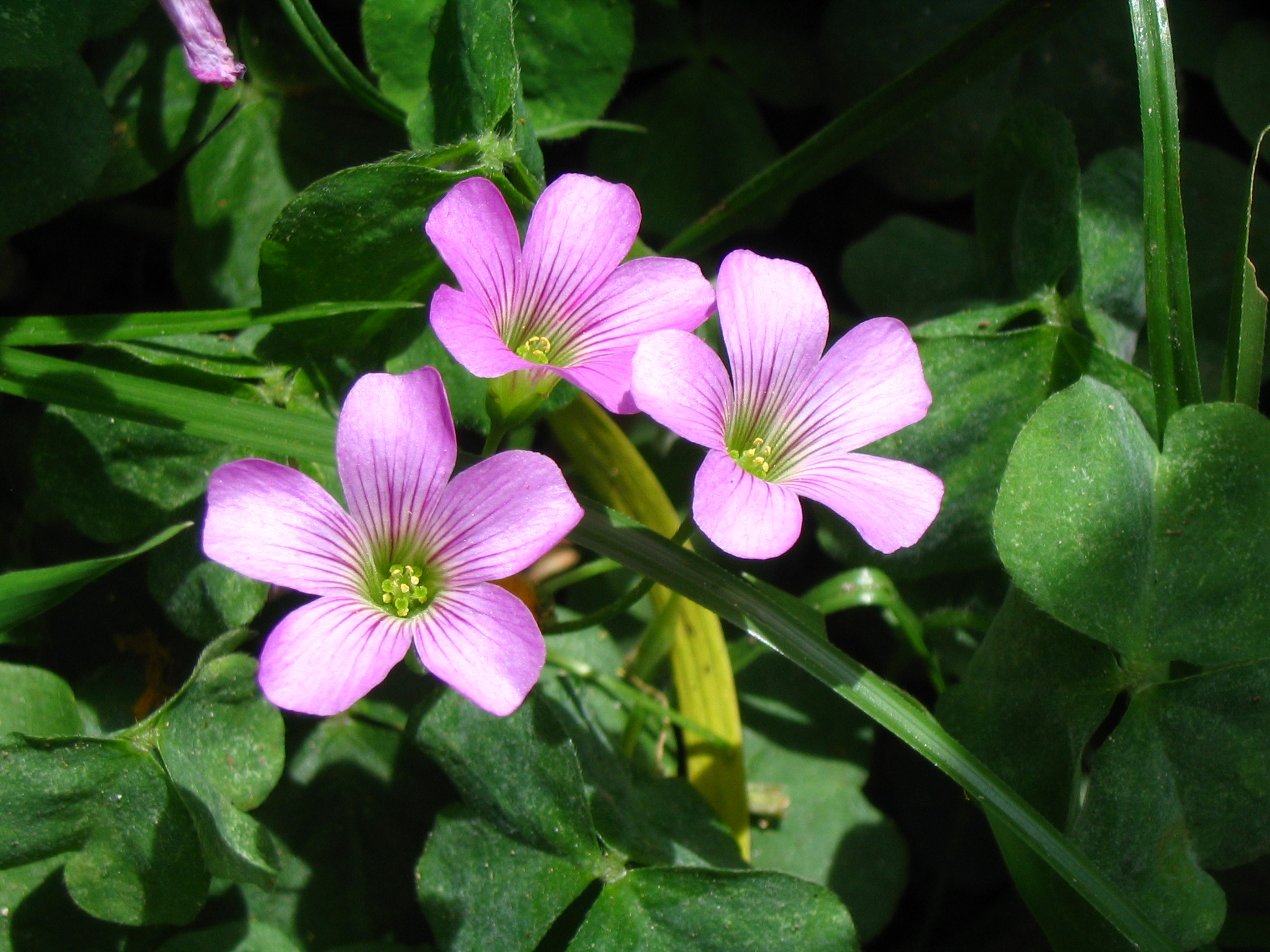
ムラサキカタバミ